# Лесото на Летњим олимпијским играма 2008.
Лесоту је ово било девето учешће на Летњим олимпијским играма. Лесотов олимпијски тим, на Олимпијским играма 2008. у Пекингу  бројао је 5 учесника (4 мушкараца и 1 жена), који су се такмичили у два индивидуална спорта. Најстарији учесник у екипи био је атлетичар Tsotang Maine са 34 године и 15 дана, а најмлађа такође атлетичарка Маморало Тјока са 23 године и 257 дана.
Заставу Лесота на  свечаној церемонији отварања Олимпијских игара 2008. носио је Tsotang  Maine.
Лесотов олимпијски тим је остао у групи екипа које нису освојиле ниједну медаљу.

## Учесници по дисциплинама
| Спорт      | Мушкарци | Жене | Укупно |
| ---------- | -------- | ---- | ------ |
| Атлетика   | 3        | 1    | 4      |
| Бокс       | 1        | 0    | 1      |
| Укупно (2) | 4        | 1    | 5      |

## Резултати

### Атлетика
Мушкарци
| Атлетичар      | Дисциплина | Лични рекорд | Финале            | Финале            | Детаљи |
| Атлетичар      | Дисциплина | Лични рекорд | Резултат          | Место             | Детаљи |
| -------------- | ---------- | ------------ | ----------------- | ----------------- | ------ |
| Moses Mosuhli  | маратон    | 2:14:03      | Није завршио трку | Није завршио трку |        |
| Tsotang Maine  | маратон    | 2:14:42      | Није завршио трку | Није завршио трку |        |
| Clement Lebopo | маратон    | 2:13:42      | Није завршио трку | Није завршио трку |        |

Жене
| Атлетичар       | Дисциплина | Лични рекорд | Финале             | Финале             | Детаљи |
| Атлетичар       | Дисциплина | Лични рекорд | Резултат           | Место              | Детаљи |
| --------------- | ---------- | ------------ | ------------------ | ------------------ | ------ |
| Mamorallo Tjoka | маратон    | 2:14:03      | Није завршила трку | Није завршила трку |        |

### Бокс
Мушкарци
| Боксер        | Дисциплина | Коло 32 такмичара                   | коло 16 такмичара  | Четвртфинале       | Полуфинале         | Финале             | Финале           | Детаљи           |  |
| Боксер        | Дисциплина | Противник Резултат                  | Противник Резултат | Противник Резултат | Противник Резултат | Противник Резултат | Пласман          | Детаљи           |  |
| ------------- | ---------- | ----------------------------------- | ------------------ | ------------------ | ------------------ | ------------------ | ---------------- | ---------------- |  |
| Емануел Нкету | бантам     | Бруно Џули · Маурицијус · Пор 8 :17 | Није се пласирао   | Није се пласирао   | Није се пласирао   | Није се пласирао   | Није се пласирао | Није се пласирао |  |